# Philodendron merenbergense
Philodendron merenbergense är en kallaväxtart som beskrevs av Thomas Bernard Croat. Philodendron merenbergense ingår i släktet Philodendron och familjen kallaväxter. Inga underarter finns listade.